# Rhampholeon beraduccii
Rhampholeon beraduccii este o specie de cameleoni din genul Rhampholeon, familia Chamaeleonidae, descrisă de Jean Mariaux și Colin Tilbury în anul 2006. Conform Catalogue of Life specia Rhampholeon beraduccii nu are subspecii cunoscute.